# Dinoponera gigantea
Dinoponera gigantea é uma espécie de formiga do gênero Dinoponera, pertencente à subfamília Ponerinae.

## Nomes vernáculos
- Português[2]: falsa-tocandira
- Língua kwazá[3]: taramãçu ou uitsi

## Descrição
Ela não dorme e em sua colônia não existe uma formiga que nasce com a função de ser rainha. A ordem de hierarquia é definida depois de uma luta entre algumas obreiras e a vencedora torna-se, automaticamente a rainha.